# Casa de Cisneros
La Casa de Cisneros è un palazzo che si trova nella Plaza de la Villa di Madrid. 
La casa fu costruita nel 1537 in stile plateresco su richiesta di Benito Jiménez de Cisneros, architetto del XVI secolo e nipote del cardinale Cisneros (statista e fondatore dell'Università Complutense) in onore del quale prende il nome.
La facciata su Plaza de la Villa è stata restaurata intorno al 1909, quando il comune di Madrid ne acquisì la proprietà, integrandola nei locali della Casa de la Villa. La ristrutturazione venne eseguita nel periodo 1910-1914, in linea con i progetti originali, dall'architetto Luis Bellido, che progettò anche il passaggio posteriore che collega la Casa de Cisneros con la Casa de la Villa.
La facciata su calle Sacramento era in origine l'ingresso principale ed era quella di maggior valore storico-artistico, anche se è stata decisamente modificata durante i restauri del 1909.
Secondo la tradizione, il palazzo fu la prigione di Antonio Perez, il controverso segretario reale di Filippo II. È stato anche il luogo di nascita di Álvaro de Figueroa e dimora del generale Ramón María Narváez nel 1868.